# 2025年特朗普—普京電話會談
2025年2月12日，美國總統當勞·特朗普與俄羅斯總統弗拉基米爾·普京進行一場正式的電話會談，歷時一個半小時。這是自2022年2月俄羅斯入侵烏克蘭以來，俄美兩國領導人首次進行直接對話。
根據特朗普在社交媒體Truth Social上的詳細聲明，雙方討論的議題涵蓋烏克蘭局勢、中東局勢、人工智能、能源問題以及美元匯率等。

## 背景

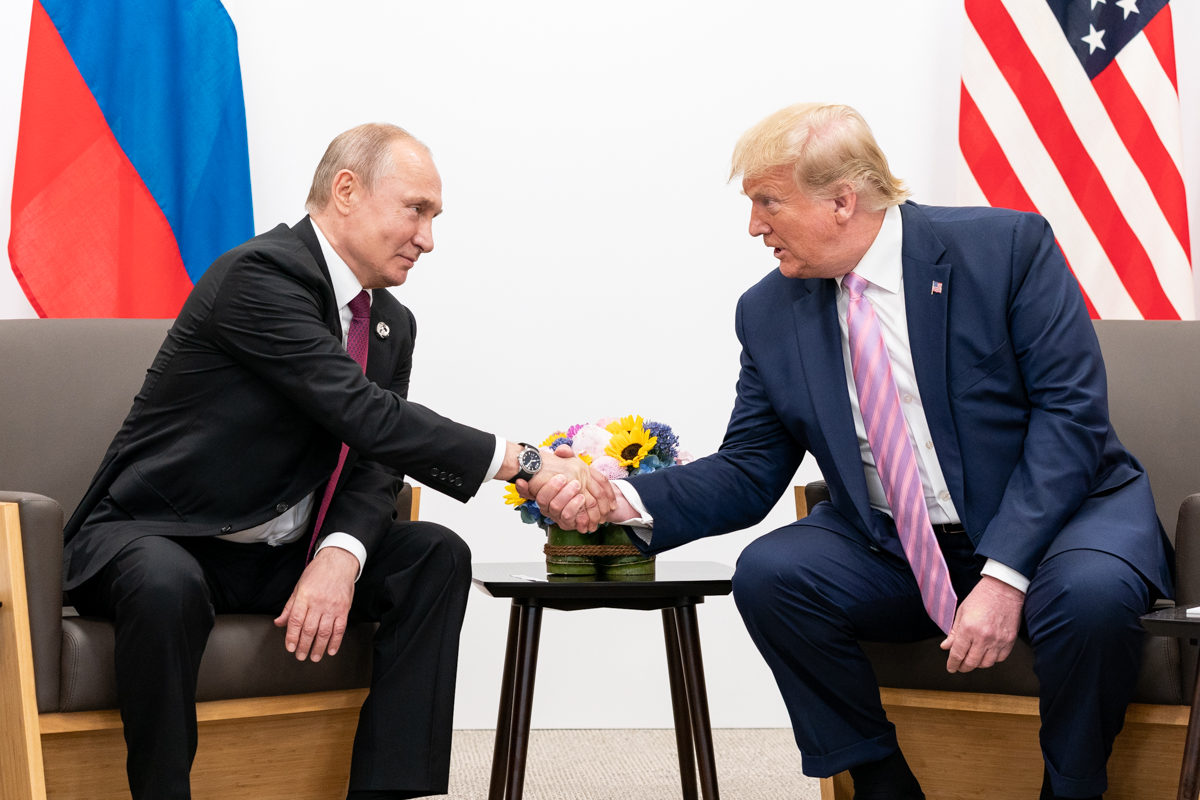
俄羅斯總統普京與美國總統特朗普在大阪市2019年G20峰會上.

2024年11月7日，普京祝賀特朗普在2024年美國總統選舉中勝出，並表示特朗普希望結束烏克蘭戰爭的立場「值得關注」。
兩天後，特朗普的顧問布萊恩·蘭扎表示，新一屆美國政府將以「務實的和平方案」為烏克蘭戰爭尋求解決，而不會強硬要求俄羅斯歸還克里米亞。
2025年2月11日，美國中東問題特使史蒂文·威特科夫抵達莫斯科，協調美國公民馬克·福格爾與俄羅斯公民亞歷山大·維尼克的囚犯交換。福克斯新聞報導稱，維特科夫期間與普京秘密會面，但克里姆林宮既未證實也未否認此事。美國官員則認為，這次囚犯交換可能預示著俄烏和平談判的重啟。

## 會談進程
2025年2月12日，特朗普與普京進行一場正式電話會談。根據官方聲明，通話持續約一個半小時，美方形容這次對話「漫長且極具成效」。雙方討論多項議題，其中核心關注點為俄羅斯入侵烏克蘭的現狀與衝突發展。
會談後，特朗普宣佈，雙方達成協議，將立即展開談判，以結束烏克蘭戰事。兩國領導人均表達「密切合作」的意願，希望透過外交手段解決衝突。
隨後，特朗普指示美國國務卿馬可·魯比奧、國家安全顧問邁克·華爾茲、中情局局長約翰·拉特克利夫，以及中東問題特使維特科夫主導和平談判。
克里姆林宮新聞秘書德米特里·佩斯科夫證實此次通話，並透露普京在會談中強調「解決衝突根本原因」的重要性。此外，佩斯科夫指出，兩國領袖在通話中互相發出訪問邀請，普京特別邀請特朗普訪問莫斯科。

## 後續
特朗普宣佈，他將與普京在沙地阿拉伯舉行面對面會談。
烏克蘭總統顧問德米特里·利特文表示，特朗普在與俄羅斯總統對話後，隨即與烏克蘭總統弗拉基米爾·澤連斯基通話，分享與普京的對話細節，並同意立即啟動和平談判。
烏克蘭、法國、英國、西班牙、意大利、波蘭、德國的外交部長，以及歐洲對外事務部負責人，在巴黎會談後發表聲明，重申對烏克蘭的支持，並強調歐盟應當參與談判進程。
2025年2月13日，受美俄領袖對話消息影響，莫斯科證券交易所（MOEX）指數大漲超過6%，達3210點；
RTS指數同步上升逾6%，達1080點。盧布對美元匯率上升3.7%，達90.50盧布兌1美元。
特朗普在與普京和澤連斯基通電話後，特朗普宣佈美國、俄羅斯和烏克蘭將於2月14日在慕尼黑舉行三邊會談。
2025年2月15日，美國總統處理烏俄事務的特別代表基特·凱洛格表示，針對這兩個敵對國家的和平計畫可能在數日或數週內成形。
同日，澤連斯基呼籲建立「歐洲軍隊」，認為美國已無力再為歐洲提供支援。法國總統埃馬紐埃爾·馬克龍隨後宣佈，將在巴黎召開歐洲領導人緊急會議，討論烏克蘭的北約申請及其安全保障問題。

## 反應

### 媒體與分析
CNN指出，普京與特朗普的通話，以及五角大廈要求歐洲北約成員國承擔自身軍費的聲明，標誌著美歐關係發生重大變化。該報導認為，特朗普的立場體現他的「美國優先」政策，並反映他希望從經濟利益角度來衡量國際關係。
《華盛頓郵報》強調，歐洲國家在地緣政治防禦上的利益已逐漸被邊緣化。
BBC指出，美俄領袖可能互訪，將象徵雙邊關係的重大轉變，特別是美國總統已超過十年未曾訪問俄羅斯。
Axios則將這次通話、潛在的領袖會晤，以及先前公布的囚犯交換視為美俄關係解凍的跡象。
《紐約時報》形容這場通話對於普京而言是一個關鍵轉捩點，其重要性可與烏克蘭戰爭中的重大戰役相比。
《衛報》報導稱，美俄迅速啟動談判，以及美方公開要求烏克蘭割讓領土，引發基輔及歐洲盟國的強烈憂慮。他們擔心，特朗普政府可能會向普京作出重大讓步，以換取快速達成協議。
半島電視台則指出，這些發展「標誌著美國過去三年對烏克蘭政策的重大轉向」。
《泰晤士報》表示，這場90分鐘的通話顯示，歐洲及西方國家試圖孤立俄羅斯、以經濟制裁與外交壓力將普京邊緣化成「國際賤民」的努力，已經失敗。
《南德意志報》報導稱，特朗普無視歐洲「不得在未經烏克蘭及歐盟參與的情況下決定烏克蘭命運」的立場，強調擬議的談判桌上僅有兩名參與者——特朗普與普京。
彭博社指出，歐洲官員對這次通話事前毫無準備，對其發生感到震驚。
德國《商報》報導稱，歐盟領袖擔憂特朗普可能會為促成協議，而在歐洲利益上對普京作出重大讓步。

### 相關國家

#### 美国
美國國防部長皮特·赫格塞斯在評論此次通話時表示，推動和平不應被視為對烏克蘭的「背叛」，並指出俄羅斯的侵略行為已促使北約重新調整戰略。
然而，前美國國家安全顧問約翰·博爾頓批評稱，特朗普在烏克蘭問題上「實際上向普京投降」。
美國國務卿魯比奧則表示：「一通電話無法解決如此複雜的戰爭，但我可以說，當勞·特朗普是全球唯一可能啟動這一進程的領袖。」

#### 乌克兰
2025年2月15日，澤連斯基對特朗普的第一通外交電話是打給普京表示「不滿」，並警告稱，若美國總統在與他會面前先行會晤俄羅斯總統，情勢將變得「更加危險」。

#### 國際
- 法國：總統埃馬紐埃爾·馬克宏在特朗普與普京通話後不久接受訪問時表示：「現在是歐洲加快腳步、展開行動的時刻[34]。」
- 德国：總理奧拉夫·朔爾茨則在影片講話中強調，歐洲必須採取「明確、迅速且果斷的立場」[35]。
- 波蘭：外部部部長拉多斯瓦夫·西科爾斯基批評特朗普致電普京的決定，認為這是一個錯誤，「因為這等同於支持普京，並削弱烏克蘭的士氣」[36]。